# Michael Radloff
Michael Radloff (* 12. August 1944 in Trautenau; † 2007 in Berlin) war ein deutscher Maler und Grafiker.

## Leben
Radloff absolvierte bis 1962 die Erweiterte Oberschule und erwarb das Abitur. Nach dem Wehrdienst bei der NVA machte er von 1962 bis 1964 eine Lehrausbildung zum Werkzeugmacher. 1964 begann er  an der Technischen Universität Dresden ein Studium der Fördertechnik, das er 1965 abbrach. Danach arbeitete er als Bibliothekshelfer, Hilfskellner und Beifahrer. Daneben machte er von 1966 bis 1972 ein Abendstudium an der Kunsthochschule Berlin-Weißensee. Dort studierte er dann von 1972 bis 1977 bei Fritz Dähn und Wolfram Schubert Malerei. Danach arbeitete er als freischaffender Künstler. Von 1980 bis 1993 war er als Leiter einer Förderklasse an der Kunsthochschule Berlin-Weißensee sowie in weiteren Zirkeln als Lehrer tätig. Zuletzt wohnhaft in Wünsdorf bei Zossen.
Bestimmend für Radloffs Werk, das in der Tradition der Neuen Sachlichkeit steht, sind seine Stillleben, „bevorzugt statische Kompositionen“ aus Alltagsgegenständen wie Äpfeln, Flaschen, Hüten, Gefäßen, Taschenlampen und Zigarettenschachteln, in denen „alles unverrückbar und wie festgenagelt an seinem Platz“ erscheint und „die Abwesenheit des Menschen deutlich spürbar“ ist. Konsequentes Festhalten an der Gegenständlichkeit zeigen auch die eher nebenher entstandenen grafischen Arbeiten, Linol- und Holzschnitte, die mit einfachen Linien die Formen der figürlichen Darstellungen und Porträts bestimmen.
Radloff war bis 1990 Mitglied im Verband Bildender Künstler der DDR.

## Werke (Auswahl)
- Stillleben mit Pfeife (1979, Öl; Kunstarchiv Beeskow)[3]
- Tänzer Jean Weidt II (1982, Öl; 1982; auf der IX. Kunstausstellung der DDR)[4]

## Museen und öffentliche Sammlungen mit Werken Radloffs (mutmaßlich unvollständig)
- Cottbus: Kunstmuseum Dieselkraftwerk Cottbus
- Neubrandenburg: Kunstsammlung Neubrandenburg
- Potsdam, Potsdam Museum,

## Ausstellungen (unvollständig)

### Einzelausstellungen
- 1990: Berlin-Tempelhof, Galerie im Rathaus (Bilder und Zeichnungen)
- 1980: Potsdam-Babelsberg, Kleine Galerie im Keller; Brandenburg, Galerie Steinstraße; Luckenwalde, Galerie im Zentrum (Malerei und Grafik)
- postum 2009: Blankenfelde-Mahlow, Kulturverein Blankenfelde ("Möglichkeiten eines Malers, Michael Radloff zum 65. Geburtstag")

### Teilnahme an zentralen und wichtigen regionalen Ausstellungen in der DDR
- 1978 und 1980: Frankfurt/Oder („Junge Künstler der DDR“)
- 1979 und 1984: Potsdam, Bezirkskunstausstellungen
- 1981: Potsdam (Kunstausstellung zum X. Parteitag der SED)
- 1982/1983 und 1987/1988: Dresden, IX. und X. Kunstausstellung der DDR
- 1985: Potsdam, Kunstausstellung Potsdam